# Семёнов, Анатолий Анатольевич
Анатолий Анатольевич Семёнов (род. 5 марта 1962, Москва) — советский и российский хоккеист, заслуженный мастер спорта СССР (1988).

## Карьера игрока
С 1979 года выступал в московском «Динамо» на протяжении 11 сезонов, играл в одной тройке с Сергеем Яшиным и Сергеем Светловым; всего провёл 375 матчей и забросил 154 шайбы.
Перед стадией плей-офф сезона 1989/90 перешёл в клуб НХЛ «Эдмонтон Ойлерз», в котором выступал два года. Сыграл два матча в плей-офф, но считает себя непричастным к победе команды в Кубке Стэнли. В 1992—1993 г. выступал в «Тампа-Бэй Лайтнинг», далее играл за «Анахайм Майти Дакс» (1993—1995, 1996), «Филадельфия Флайерз» (1995—1996) и «Баффало Сэйбрз» (1996—1997); всего в НХЛ провёл 362 матча, забросил 68 шайб, отдал 126 передач.
В 1988 году стал олимпийским чемпионом в составе сборной СССР, в 1990 г. — чемпионом СССР в составе «Динамо».
В 1997 году не смог восстановиться после удара в спину от Томаса Сандстрёма и завершил карьеру.

## Тренерская карьера
Вернувшись в Россию в 2008 году, стал жить в Санкт-Петербурге, откуда родом жена. В 2008—2010 годах работал в петербургском клубе «Серебряные Львы» директором по спорту хоккейной школы.
С 1 июля 2010 года по 26 января 2011 годах — тренер команды МХЛ «Серебряные Львы».
С 26 января 2011 по 4 июня 2012 года — главный тренер МХК «Серебряные Львы».
4 июня 2012 года назначен главным тренером выступающего в ВХЛ ХК ВМФ. Покинул команду 24 апреля 2014 года.
15 мая 2014 года назначен тренером «Югры» (Ханты-Мансийск), которую покинул 31 января 2015 года.
С 13 мая по 2 октября 2016 года являлся помощником главного тренера в МХК «Динамо Санкт-Петербург».
С октября 2016 года — скаут клуба НХЛ «Чикаго Блэк Хокс».
Сын Алексей (род. 1974) также играл в хоккей.

## Награды
- Орден Почёта (6 июня 2023) — за высокие спортивные достижения, большой вклад в популяризацию отечественного спорта и активное участие в развитии физической культуры страны[11]
- Орден «Знак Почёта» (15 июня 1988)